# 俄羅斯的奧爾嘉·康斯坦丁諾芙娜
奥尔嘉·康斯坦丁诺芙娜（英語：Grand Duchess Olga Constantinovna of Russia，國際音標：[ˈolʲɡə kənstɐnˈtʲinəvnə rɐˈmanəvə]，1851年9月3日—1926年6月18日），后来称希腊奧爾嘉王后（希臘語：Βασίλισσα Όλγα των Ελλήνων），是俄罗斯女大公，希腊王后，希腊国王乔治一世的妻子。1920年末，则短暂的摄政。
她是俄罗斯沙皇尼古拉一世的孙女，康斯坦丁·尼古拉耶维奇大公与妻子萨克森-阿尔滕堡的亚历山德拉公主的长女。她的童年在聖彼得堡、波蘭以及克里米亞度過，並在西元1867年，与表兄、希腊国王乔治一世结婚，育有五子三女，爱丁堡公爵菲利普亲王即為其孫。起初，她對於在希臘的生活有點不適應，但她迅速地在一年內學習希臘語並參與社交及慈善事業。
在這段期間，她建立了許多學校和醫院，並推動將馬太福音翻譯為現代希臘語的運動。此運動原本旨在使不黯古希臘語的傷兵能更容易理解福音，進而鼓舞他們的精神。然而；福音翻譯運動最終引發群眾憤怒，並演變成福音暴動。
1913年，在其夫婿喬治一世被暗殺後，奧爾嘉返回俄羅斯。一戰期間，她在巴夫洛夫斯克宮設立了屬於她哥哥的軍事醫院，並在1917年俄國革命時受困於此，直至丹麥大使協助她逃往瑞士。然，因為其子希臘國王康斯坦丁一世被廢黜，奧爾嘉也無法返回希臘。
1920年10月，她為了參與孫子希臘國王亞歷山大一世的葬禮而返回雅典，並攝政至其子康斯坦丁一世於一個月後再度即位。在1919年至1922年的希土戰爭後，希臘皇室因為戰敗被流放，奧爾嘉在英國、法國和義大利度過餘生。